# Бешимова, Джумагуль
Джумагу́ль Беши́мова (род. 1941) — туркменская советская кокономотальщица, депутат Верховного Совета СССР.

## Биография
Родилась в 1941 году. Туркменка. Беспартийная. Образование среднее.
С 1957 года коконозапарщица, а с 1971 года — кокономотальщица Чарджоуского шёлкового комбината.
Депутат Совета Союза Верховного Совета СССР 8-9 созывов (1970—1979) от Чарджоуского избирательного округа № 763 Туркменской ССР. В Верховном Совете СССР 9 созыва — член Комиссии по товарам народного потребления Совета Союза.